# アイルランドの海賊放送
アイルランドの海賊放送（ -かいぞくほうそう）とは、アイルランド国内で無許可で活動している放送局の放送である。

## 概要
アイルランド国内では、何百もの海賊放送局がラジオ番組を流しており、現在でも活動している海賊放送局がある。無許可の放送局は法律で禁止されていたが、民間商業ラジオ放送局が1989年まで存在しなかったことと、アイルランドが小さい国であり、大規模な設備を必要としなかったため、海賊放送局が広まった。取り締まりが、ほとんど行われなかったことも大きな理由の1つである。
数百もの海賊放送局が記録されているが、今でも人々の記憶に残っている数は少ない。これはダブリン市や他の都市では、海賊放送局はあまりにも多すぎたため、聞き流されていたためである。
他の国と違って、海賊放送局は常に陸上にあり、電話番号と所在地を公開している。また、広告を流し、有名なDJが番組を担当している。他の海賊放送とは違い、商業組織として活動しており、現在でもいくつもの海賊放送局が認可を受けたりして活動している。

## ラジオ・ノヴァ
1980年に中波を使用して活動を始めたラジオ・ノヴァ（Radio Nova）は、初めての大規模な海賊放送局であった。1981年にFM方式に活動の場を移し、1986年まで1度しか中断することなく活動を続けた。1986年以後はNRGとして活動を続け、1989年に公共放送が許可制になるまで無許可で活動を続けた。
24時間の音楽番組を中心に、1時間ごとにダブリン市とアイルランドのニュースを提供した。主催者や出演者、電話番号や所在地は頻繁に変更されたが、常に広く知られていた。1983年にラジオ・ノヴァは取り締まりにあったが、1週間未満の中断の後、放送を再開した。国営のアイルランド放送協会（RTÉ）は、時折妨害電波を出して、ラジオ・ノヴァの視聴を妨害することぐらいでしか対抗できなかった。

## ラジオ・ダブリン
1966年に放送を開始したラジオ・ダブリン（Radio Dublin）は、中波、短波、それにFM波で放送をする著名な海賊放送局であったが、現在では時折放送をするのみである。1990年の半ばに最も有名であった。頻繁に放送周波数を切り替えていたことで知られている。仮認可を受けてアイリッシュ・ミュージック・ラジオ（Irish Music Radio）として、放送をしていた時期もある。

## XFM
XFMは、1991年に放送を開始し、活動し続けている海賊放送局では最古参にあたる。放送当初は、アリスのレストラン（Alice's Restaurant）という名前であった。